# Manuel Gonçalves Cerejeira
Manuel Gonçalves Cerejeira, portugalski rimskokatoliški duhovnik, škof in kardinal, * 29. november 1888, Lousado, † 2. avgust 1977.

## Življenjepis
1. aprila 1911 je prejel duhovniško posvečenje.
23. marca 1928 je bil imenovan za pomožnega škofa (s osebnim nazivom nadškofa) v Lizboni in za naslovnega nadškofa Mitilen; škofovsko posvečenje je prejel 17. junija istega leta.
18. novembra 1929 je postal patriarh Lizbone; 16. decembra istega leta je bil povzdignjen v kardinala in imenovan za kardinal-duhovnika Ss. Marcellino e Pietro.
Leta 1966 je bil imenovan za vojaškega apostolskega vikarja Portugalske.
10. maja 1971 se je upokojil iz patriarhalnega položaja in naslednje mesto še kot vojaški vikar.